# 압둘라 귈
압둘라 귈(튀르키예어: Abdullah Gül 아브둘라흐 귈[*], 문화어: 아브둘라흐 굴, 1950년 10월 29일 ~ )은 튀르키예의 정치인이며, 제11대 튀르키예의 대통령이다.

## 생애

### 젊은 시절
1950년 10월 29일 터키 아나톨리아의 카이세리에서 태어났다. 아버지는 아흐멧 함디 귈 (Ahmet Hamdi Gül)로 은퇴한 공군 기술자였고, 어머니는 아드비브 사토을루 (Adviye Satoğlu)였다.
중등교육을 마친 후 이스탄불 대학교에 입학해 경제학을 전공하였다. 대학생으로 있던 동안 영국으로 건너가 런던과 엑스터에서 2년간 공부하였다. 영국 유학 기간에는 이슬람회 학생동맹 (Federation of Student Islamic Societies, FOSIS)의 집행위원회 위원으로도 활동하였다. 그 후에는 학력을 더 쌓기 위해 아다파자리에 있던 고등교육 기관에서 일하기 시작하였으며, ITU 사카리아 공업학부에 산업공학부를 세우고 경영 교육과정을 수립하는 데 힘을 보탰다. 사카리아 공업학부는 훗날 1992년에 사카리아 대학교가 되었다. 압둘라 귈은 사카리아 정치과학부, 경제행정과학부에서 잠깐씩 머무르기도 했다. 1983년에는 이스탄불 대학교에서 박사학위를 땄으며, 2009년 2월 8일에는 아미티 대학교에서 명예박사학위를, 2010년 2월 13일에는 다카 대학교에서 법학박사 학위를 수여받았다. 1983년부터 1991년까지는 사우디아라비아 제다에 있는 이슬람 개발은행 (IDB)에서 근무하였고, 1991년에는 국제경영 강사가 되었다.

### 정치 입문
압둘라 귈이 정치학을 처음 접하게 된 것은 고등학교 시절이었다. 대학 입학 후에는 네지프 파질의 '대동방' (Büyük Doğu) 운동에 속했던 이슬람 국가주의 정치단체인 '전국터키학생동맹' (Millî Türk Talebe Birliği)에 가입해 활동을 시작했다.
1991년에는 카이세리 지역구에 복지당 후보로 나서 터키 국회의원으로 처음 당선되어 1995년까지 의원직을 맡았다. 재임 기간 동안 그는 무스타파 케말 아타튀르크와 터키 국민운동이 수립한 터키의 정치 체제에 대해서 자신의 견해를 여럿 밝혔으며, 그중에는 "지금은 공화국 시대의 마지막이다", "세속주의 체제는 실패했고 우리는 그걸 진정으로 바꾸길 바란다"는 등의 발언이 있었다. 이 같은 발언들은 2007년 에르도안 총리의 발표로 시행된 대통령 선거에 후보로 나설 때 큰 논란이 되기도 했다.
1995년 총선에서는 낙선하였지만, 1999년에는 선행당 후보로 나서 다시 당선되었다. 그러나 선행당은 헌법 위배 혐의로 터키 헌법재판소의 선고에 따라 해산되었고, 그의 전 정당인 복지당 역시 위헌, 특히 세속주의 원칙에 따라 해산 선고를 받았다. 이 당시 압둘라 귈의 정치적 성향은 많이 누그러뜨려진 편이었으며 선행당의 개혁파 의원으로 취급되고 있었다. 해산 이후에는 정의개발당을 공동으로 설립, 유럽 전통을 따르는 근대 보수주의 정당임을 널리 알렸다. 이후 2002년 총선에서 카브세리 지역구에 출마해 다시 한번 당선되었다.
2002년에는 인터뷰를 통해 네지메틴 에르바칸 대표 시절의 복지당에 대해 비판하고, 정의개발당이 근대적인 정당이라는 정의를 내렸다.
복지당에서는 샤리아 율법을 요구하는 부류들이 있었다. 오늘날에는 우리가 가꾸고 있는 지역 가치를 복지당에서는 대변하지 않았다. 당의 이념 중에는 나라밖에서 건너온 것들이 한 축을 차지하고 있었다 (이란 혁명과 아랍 국가에서 유래한 이슬람 사상이 당의 이념에 영향을 끼쳤다는 말). 우리의 비전은 당내 다른 부류와 반목하는 데 있다. 에르바칸 대표의 당내독재로 우리는 국가주의 관점에 따른 구호에 우리의 시야를 맞춰야 함을 깨닫게 되었다. 우리는 근대화와 이슬람화가 상호보완해 준다고 믿는다. 우리는 자유주의, 인권, 시장경제의 근대적 가치를 수용한다.

### 관직 생활

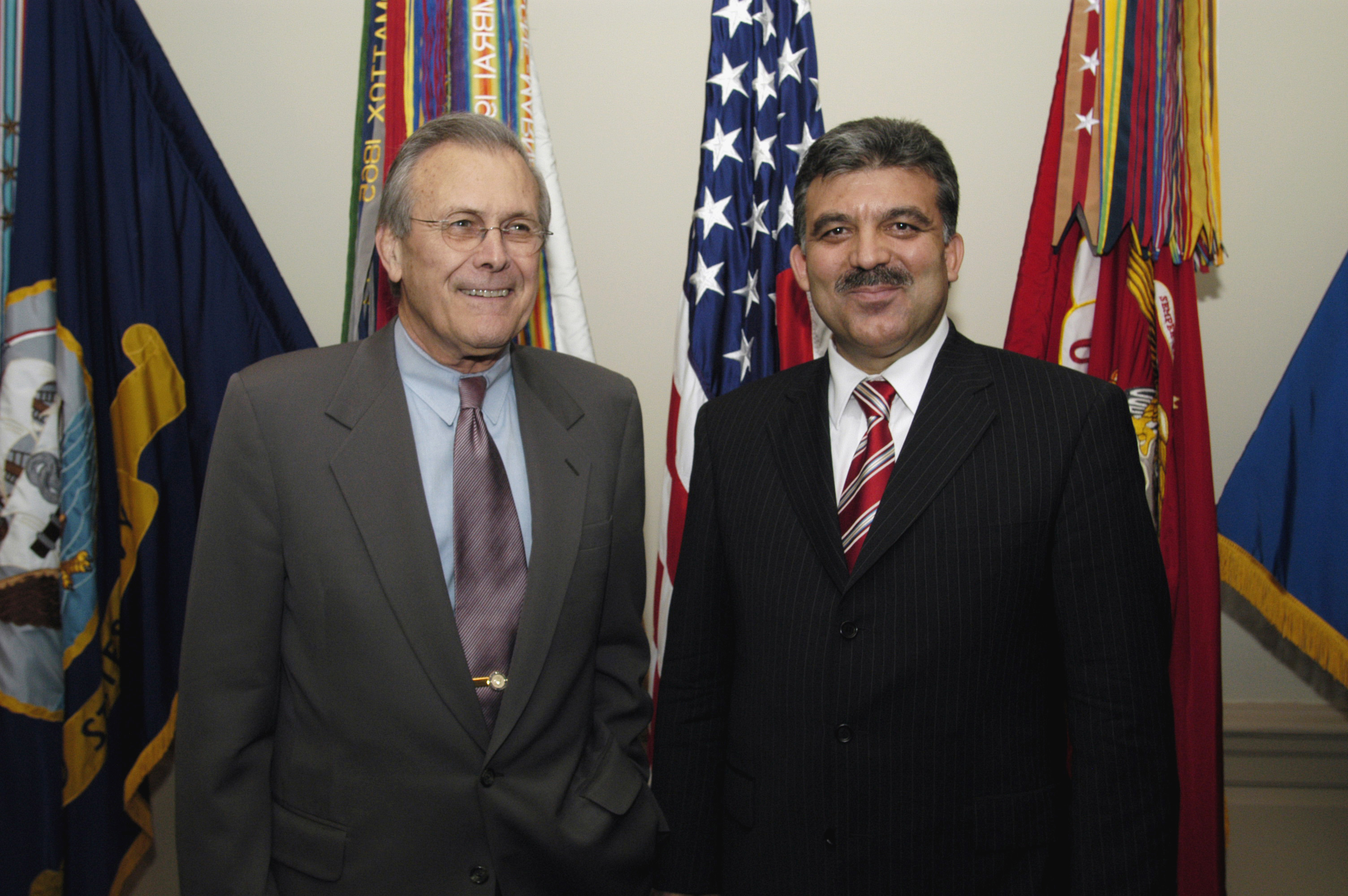
2003년 미국 워싱턴의 펜타곤에서 회동한 압둘라 귈 외교부장관과 도널드 럼즈펠드 미 국방부장관

2002년 11월 터키 총선에서 정의개발당이 승리를 거둔 후, 레제프 타이이프 에르도안 당대표가 정치참여 금지로 총리직을 맡지 못하게 되면서 압둘라 귈이 총리직에 대신 임명되었다. 귈 정부가 의회 측에 에르도안 대표의 정계 복귀를 요구하고, 그대로 통과되면서 에르도안 대표는 2003년 3월 14일부터 총리에 오르게 되었다.
에르도안 행정부에서 압둘라 귈은 2003년 3월부로 외교부 장관에 임명되었다. 취임 이후 귈 장관은 터키의 유럽 연합 가입 시한을 받아내고, 시리아와의 관계를 증진하는 한편 중앙아시아와 캅카스의 튀르크어계 국가와의 관계 유지에도 힘썼다. 2008년 1월 8일에는 미국 순방에 나서 조지 W. 부시 대통령과 콘돌리자 라이스 국무장관과 회담하기도 하였다.

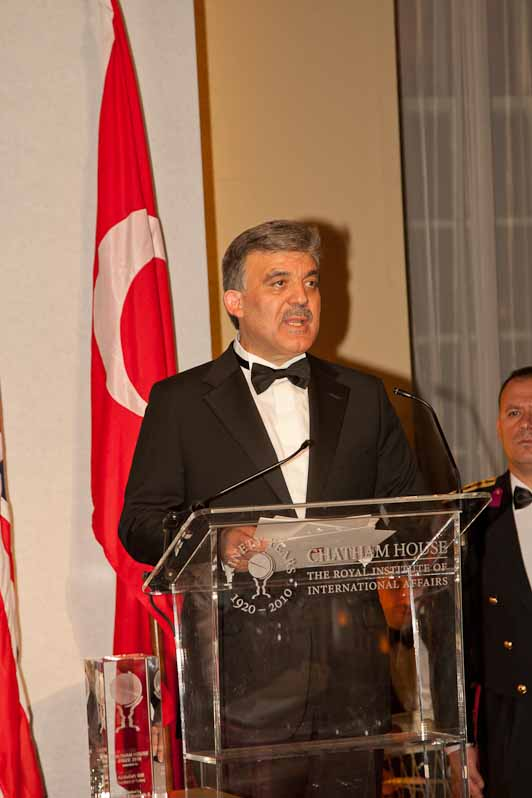
2010년의 압둘라 귈.

## 대통령 재임
2007년 4월 24일 에르도안 총리는 오는 2007년 대선에서 정의개발당 후보로 압둘라 귈을 지명하겠다고 발표했다. 이전에는 에르도안 총리 스스로 후보에 오르지 않겠느냐는 관측이 있었지만, 세속주의파들한테 상당한 반발을 불러일으켰던 터였다. 원내 야당의 보이콧으로 선거 절차가 교착상태에 빠지자, 귈은 2007년 5월 6일 대통령 후보직에서 물러나겠다고 공식 확인했다. 압둘라 귈이 당선된다면 처음으로 이슬람주의 정당에서 대통령이 당선될 수도 있었던 상황이었다. 그러나 불과 며칠 뒤인 2007년 5월 11일, 대통령을 원내 간선제가 아닌 국민 직선제로 정하도록 하는 터키 헌법 개헌안에 대해 질의받는 과정에서, 불출마 선언을 뒤집고 여전히 대통령 후보로 나설 의향이 있다고 밝혔다.
2007년 7월 총선을 치른 뒤인 8월 13일, 정의개발당은 원내 의석분포에 따라 다시 열리게 된 대선에서 정의개발당 대통령 후보로 압둘라 귈을 다시 지명했다. 8월 14일에는 압둘라 귈이 후보신청서를 의회 측에 제출하였고, 기자간담회에서 세속주의에 관한 자신의 견해를 밝히는 데 나섰다.
2007년 8월 28일, 터키 의회에서 대통령 선출 절차가 진행되었다. 처음 두 판에서는 전체 의원 중 3분의 2가 동의해야 했으나, 세 번째 판에서는 과반 득표만 하면 되었기에, 압둘라 귈은 세 차례에 걸쳐 당선될 수 있었다. 표결 직후 압둘라 귈은 취임 선서를 진행했다.